# Placothuriidae
De Placothuriidae zijn een familie van zeekomkommers uit de orde Dendrochirotida.

## Geslachten
- Placothuria Pawson & Fell, 1965